# Bitwa pod Mihăileni
Bitwa pod Mihăileni (rum. Lupta de la Mihăileni) –  decydująca bitwa powstania chłopskiego w Siedmiogrodzie stoczona 7 grudnia 1784 roku.
Do bitwy doszło po szeregu zwycięskich potyczek stoczonych przez powstańców chłopskich, walczących o poprawę swojego bytu poprzez zniesienie pańszczyzny i poddaństwa. Starcie miało miejsce 7 grudnia 1784 roku pod wsią Mihăileni. Przeciwnikiem powstańców dowodzonych przez Crișana była armia cesarska. Bitwa, w której uczestniczyło 600–2000 chłopów, okazała się klęską powstańców i zadecydowała o upadku powstania. Przywódcy powstania, Horea i Cloșca, musieli schronić się w górach, jednak z powodu zdrady zostali schwytani. Crișan został ujęty 30 stycznia 1785 roku. Z rozkazu cesarza Józefa II Horea i Cloșca najpierw, po zakuciu w łańcuchy, byli oprowadzani po drogach, a 28 lutego 1785 roku zostali straceni w czasie publicznej egzekucji przez łamanie kołem i ćwiartowanie. Crișan, aby uniknąć spodziewanej kaźni, powiesił się w więzieniu.